# Potencjał postsynaptyczny pobudzający

Wykres przedstawia potencjał postsynaptyczny pobudzający (wyraźna różowa linia), który doprowadza do osiągnięcia progu wyzwolenia potencjału czynnościowego (threshold) dzięki stopniowaniu. Wyblakłe różowe linie reprezentują stopniowanie potencjału w czasie (każda z osobną ma swój wkład w podwyższanie różnicy potencjału błonowego co widoczne jest jako schodek w miejscu czubka pojedynczych potencjałów).

Postsynaptyczny potencjał pobudzający (ang. excitatory postsynaptic potential, EPSP) – kierujący w stronę depolaryzacji potencjał stopniowany wywołany bodźcem odebranym zazwyczaj przez dendryty i ciało komórki.  Potencjał odebrany w ten sposób przemieszcza się w kierunku strefy wyzwalania neuronu (w interneuronach oraz w neuronach eferentnych jest to wzgórek aksonalny i początkowa część aksonu natomiast w neuronach aferentnych jest to miejsce połączenia dendrytów z aksonem). Nie każdy potencjał typu EPSP wywołuje powstanie potencjału czynnościowego:
- Bodziec podprogowy – wywołuje EPSP który nie dociera z wystarczającą siłą do strefy wyzwalania, potencjał czynnościowy nie powstaje[1].
- Bodziec nadprogowy – wywołuje EPSP który dociera z wystarczającą siłą do strefy wyzwalania, dochodzi do powstania potencjału czynnościowego[1].

Przeciwieństwem postsynaptycznego potencjału pobudzającego jest potencjał postsynaptyczny hamujący który prowadzi do hiperpolaryzacji błony neuronu.